# Louhhecken

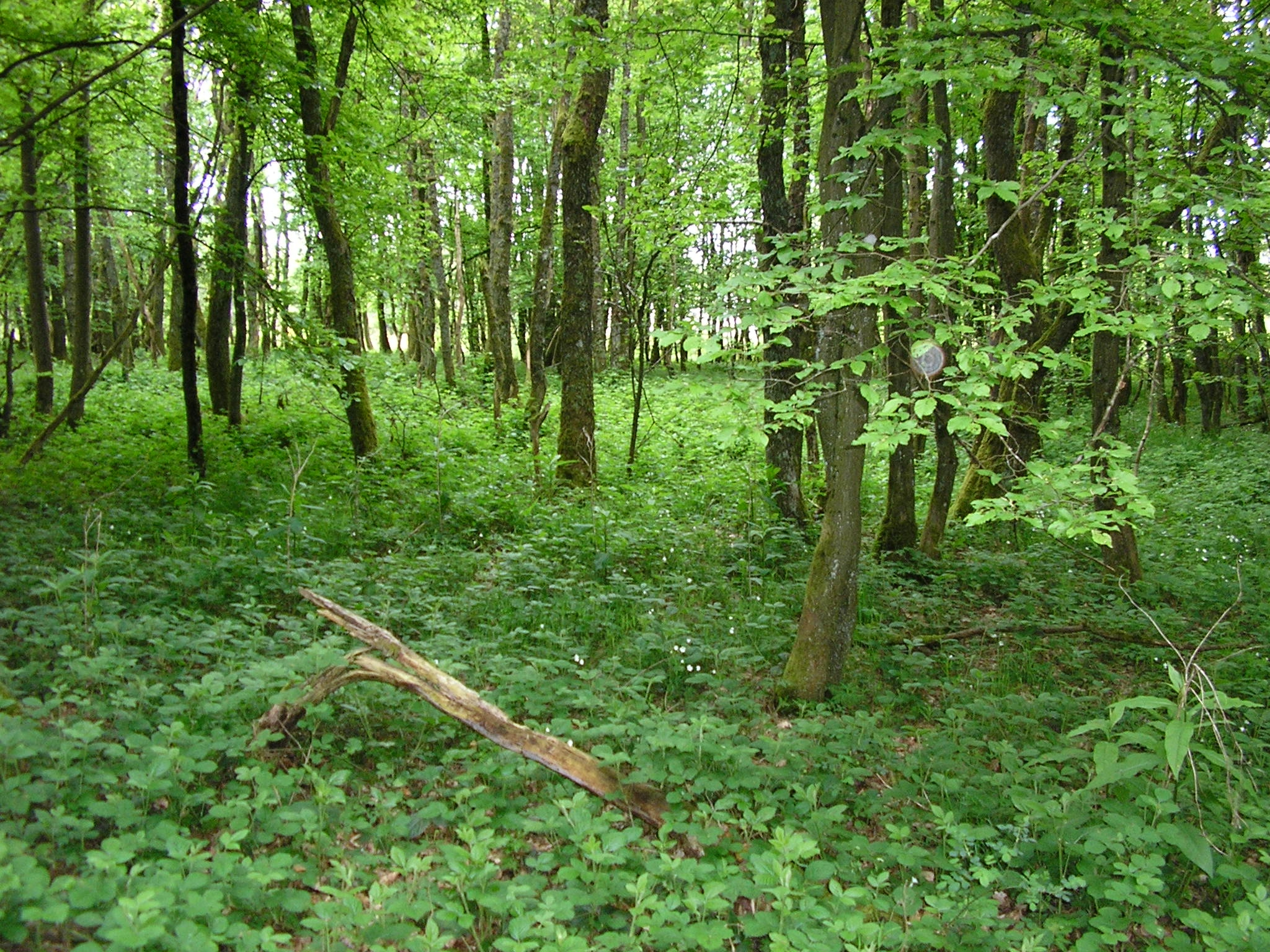
Forêt de chêne dans la commune de Kiischpelt.

Les Louhhecken (expression luxembourgeoise composée des noms Louh = tanin et Hecken = haies) étaient pendant plus de 300 ans les boisements typiques des versants de l'Oesling.
Elles furent plantées ou semées à partir du premier quart du XVIIIe siècle afin d'approvisionner les nombreuses tanneries installées au bord des rivières du nord du pays, surtout dans les vallées de la Clerve et de la Wiltz. 
Il s'agissait d'un taillis de chêne qui, tous les 25 ou 30 ans environ, était abattu pour récupérer l'écorce riche en tanin. Après l'abattage, pendant une ou deux années, les terrains étaient ensemencés de froment. Les souches ayant fait des rejets, le cycle pouvait recommencer.
Les tanneries ont disparu petit à petit au fil du temps, et les Louhhecken furent remplacés par un autre boisement artificiel, les pessières et les sapinières qui promettaient un gain en argent plus important. 
Certains peuplements ont été reconduits à l'état de haute futaie.